# Satakentia
Satakentia é um género botânico pertencente à família Arecaceae.

## Espécies
- Satakentia liukiuensis

## Descrição Morfológica
Satakentia liukiuensis é uma palmeira com as seguintes características:
Palmeira solitária, alta, monoecious (monóica - possui flores masculinas e femininas na mesma planta)
Caule ereto, geralmente alargado e com massa de raízes adventícias na base
Estipe colunar, verde a marrom, longitudinalmente estriado, com cicatrizes foliares próximas
Altura podendo atingir até 20 metros e diâmetro de aproximadamente 30 cm
Crownshaft (bainha foliar) proeminente de coloração cobre/marrom, muito distinto
Folhas pinadas (semelhantes a penas), espalhadas
Bainhas tubulares formando um crownshaft proeminente com uma lígula cartácea destacada
Pecíolo curto, acanalado adaxialmente com uma crista central
Folíolos (pinas) dispostos regularmente, agudos, de dobra única
Nervura central evidente na face abaxial, nervuras marginais espessadas
Inflorescências infrafoliares (abaixo da copa), densamente e minutamente tomentosas 
Frutos pequenos comparados a outras palmeiras 

## Distribuição e Habitat
A espécie é encontrada exclusivamente em duas ilhas no arquipélago de Yaeyama, Japão:
Ilha Ishigaki (principal população em Yonehara)
Ilha Iriomote (Hoshitate, Rio Nakam, Sonai)
Cresce principalmente em encostas ou, mais raramente, próximo ao mar. Frequentemente forma densos povoamentos de indivíduos com idade similar. As populações naturais são relativamente pequenas e restritas geograficamente, o que torna a espécie vulnerável a mudanças ambientais

## Estado de Conservação
Satakentia liukiuensis foi avaliada pela Lista Vermelha da IUCN em 1998, quando foi classificada como "Data Deficient" (Dados Insuficientes), indicando que não havia informações suficientes para uma avaliação adequada de seu risco de extinção. Esta avaliação precisa de atualização, conforme indicado na própria documentação da IUCN.
Algumas fontes sugerem que a espécie está em declínio em seu habitat natural por causas ainda desconhecidas, o que aumenta a preocupação com sua conservação a longo prazo.